# Aleksandar Makedonski
Aleksandar Makedonski (en macédonien : Александар Македонски) était un groupe de rock de Macédoine du Nord. Son nom est la traduction macédonienne d'Alexandre de Macédoine. Le groupe fut formé en 1986 à Skopje par des membres du groupe de punk rock Badmingtons, connu dans toute la Yougoslavie. Le groupe était ainsi composé de cinq membres des Badmingtons, Vladimir Petrovski-Karter (guitare et chant), Dejan Škartov-Deko (claviers), Zoran Janković-Bajo (guitare basse), Vladimir Dimovski (batterie) et Melita Stefanovska (chant). Le batteur des Badmingtons, Boris Georgiev, participa également au premier album du groupe. Aleksandar Makedonski était toutefois différent musicalement des Badmingtons, puisqu'il était plus au départ une formation pop rock. Le groupe, qui n'a pourtant sorti que deux albums et connu une existence plutôt brève, est très célèbre en Macédoine.

## Biographie
Aleksandar Makedonski commença par enregistrer plusieurs chansons pour la Makedonska radio-televizija (MRT) et devinrent vite populaire dans leur pays. En 1988, le groupe sorti son premier album, Za heroje i princeze, sous le label Jugodisk. Contrairement aux toutes premières chansons en macédonien destinées à la MRT, l'album fut entièrement chanté en serbo-croate, langue majoritaire en Yougoslavie.
Le groupe changea rapidement d'orientation artistique, surtout après le départ de Melita Stefanovska, de Vladimir Dimovski et de Dejan Škartov-Deko, qui poursuivirent leur carrière dans d'autres groupes. Dejan Škartov-Deko s'installa d'ailleurs en Italie en 1991. Aleksandar Makedonski accueilli un nouveau bassiste, Mite Brljamov, et en 1991, le groupe enregistra un nouvel album, qui ne fut toutefois jamais commercialisé.
Après une longue pause, le groupe enregistra de nouvelles chansons en 1996 et elles sortirent en 1997, dans le second album du groupe, Moeto carstvo. Peu après, le groupe se sépara.